# Sport Lisboa e Benfica (rugby a 15)
Lo Sport Lisboa e Benfica è la sezione di rugby a 15 dell'omonima polisportiva portoghese.
Fondata nel 1924, milita nella Divisão de Honra, il massimo campionato rugbistico del Paese, del quale è stato vincitore 9 volte tra il 1960 e il 2001; vanta anche la vittoria in altrettante Coppe del Portogallo (tra il 1961 e il 1985) e 4 coppe Iberiche tra il 1971 e il 2002.
I suoi colori sociali sono il bianco e il rosso e la sede di gioco è lo stadio Sobreda ad Almada, nella regione di Lisbona.

## Storia
La sezione, la più antica squadra di rugby del Portogallo, nacque in seno al Benfica il 26 dicembre 1924 per iniziativa di Pietro Gomes, primo capitano della formazione, della quale fu in seguito allenatore e presidente.
La squadra ebbe il suo miglior momento del secondo dopoguerra a partire dalla fine degli anni cinquanta: del 1959-60 è infatti la vittoria nel primo campionato portoghese e già l'anno seguente, nel 1961, giunse l'accoppiata campionato-coppa nazionale.
Nel 1971 il palmarès si arricchì anche della Coppa Iberica; dopo il decennio finale del secolo senza vittorie, nel terzo millennio giunsero il nono titolo di campione nazionale nel 2001 e la quarta Coppa Iberica nel 2002, al 2017 il trofeo più recente.
Nel 2004, in coincidenza con gli 80 anni della sezione, la squadra affrontò una crisi tecnica dovuta alla carenza di giocatori universitari i quali avevano iniziato a orientarsi verso le squadre di rugby delle proprie facoltà nonché all'abbandono e la demolizione da parte della polisportiva del vecchio Estádio da Luz, che ospitava tutte le strutture della squadra; nelle more della costruzione del nuovo stadio la squadra di rugby si trasferì ad Almada, nel distretto di Setúbal e affrontò anche una retrocessione in seconda divisione; nel 2014 riunificò tutte le attività di allenamento a Lisbona pur mantenendo ad Almada la sede degli incontri della prima squadra.
Nella stagione 2017-18 milita nella Divisão de Honra, il primo livello del rugby portoghese.

## Colori e simboli
I colori della squadra, come quelli del resto della polisportiva, sono il bianco e il rosso; il simbolo è l'aquila, che sormonta il pittogramma societario che, essendo il club nato come squadra di calcio, porta un pallone rotondo al proprio centro; sotto gli artigli dell'aquila un nastro verde e rosso riporta la locuzione latina E pluribus unum (Dai molti, uno), motto ufficiale della polisportiva.
Il fornitore tecnico della sezione rugbistica è l'Adidas e la tenuta alternativa è di colore grigio antracite, con il logo societario sul petto in gradienti di grigio.

## Palmarès
- Campionati portoghesi: 9
1959–60, 1960–61, 1961–62, 1969–70, 1975–76, 1985–86, 1987–88, 1990–91, 2000–01
- Coppe del Portogallo: 9
1961, 1965, 1966, 1970, 1971, 1972, 1975, 1983, 1984, 1985
- Coppe Iberiche : 4
1971, 1986-87, 1988-89, 2001-02